# Зграда Општинског суда (Начелство) у Ваљеву
Зграда Општинског суда (Начелство) у Ваљеву се налази у Карађорђевој улици број 50, подигнута је 1906. године и представља непокретно културно добро као споменик културе.
Зграда је подигнута по пројекту архитекте Јована Илкића, који је аутор и суседне зграде Окружног суда, са којом заједно сачињавају једну целину. Некада су ове две грађевине биле повезане оградом од кованог гвожђа. Зграда има издужену основу са јединственом уличном фасадом, са два бочна крака са централно постављеним ризалитом.